# Philaretos Brakhamios
Philaretos (francisé en Philarète) Brakhamios (ou Vahram) (en arménien Փիլարտոս Վարաժնունի ; en grec Φιλάρετος Βραχάμιος) est un homme politique et un militaire arméno-byzantin du XIe siècle. Après la bataille de Manzikert en 1071 et alors que les Seldjoukides déferlent sur l'Anatolie, Philarète parvient à se maintenir en Cilicie, en Euphratèse et à Antioche. Personnage controversé, il y établit une principauté autonome jusque dans les années 1080, posant ainsi les bases du futur royaume arménien de Cilicie, avant de perdre ses territoires les uns après les autres.

## Origines et carrière byzantine
Philarète Brakhamios est issu d'une famille noble arménienne (les Varažnouni, originaires du Vaspourakan) entrée au service de Byzance au Xe siècle, et qui semble s'être rapidement intégrée : Philarète est décrit comme étant grec de langue, de coutumes et de religion ; il est en effet chalcédonien.
Philarète accède progressivement aux plus hauts échelons de la hiérarchie byzantine : il est tour à tour curopalate, stratopédarque des Anatoliques, doux d'Antioche, domestique des Scholes d'Orient, voire sébaste. Il sert loyalement l'Empire sous Romain IV Diogène, jusqu'à la bataille de Manzikert en 1071.

## Invasions seldjoukides et autonomie

Les domaines de Philaretos Brakhamios.

Les conséquences de la défaite byzantine de 1071 ouvrent les portes de l'Anatolie aux Seldjoukides d'Alp Arslan. Philarète réunit alors les garnisons de la frontière orientale, comptant de nombreux Arméniens, avec l'aide notamment de Gabriel à Mélitène et de Basile Apokapès à Édesse. La longue résistance qu'il mène conduit à la constitution d'un réduit sous autorité nominale byzantine. Cette principauté autonome s'étend jusqu'à couvrir la Cilicie (avec notamment Tarse, Mopsueste et Anazarbe), Antioche, l'Euphratèse et la corne sud-ouest de la Grande-Arménie, ainsi que temporairement la Cappadoce orientale et Chypre.
Durant le règne de l'empereur Michel VII, Philarète doit faire face à l'opposition de certains de ses compatriotes (qui, eux, relèvent de l'Église apostolique arménienne), tels Apelgharip Arçrouni et Vasak Pahlavouni, et sans doute Tornik de Sassoun. Ses relations avec Constantinople ne s'améliorent qu'à partir de 1078, sous Nicéphore III Botaniatès qui reconnaît officiellement son gouvernement autonome de territoires coupés de l'Empire par les Seldjoukides.
Philarète intègre notamment dans ses troupes des mercenaires francs (troupes de Roussel de Bailleul, Hervé Frankopoulos, ou encore Raimbaud).

## Défaites et mort
La principauté mise sur pied par Philarète n'est pourtant qu'éphémère, et ses territoires lui sont pris les uns après les autres, malgré même une conversion temporaire à l'islam. Antioche tombe, à cause de la trahison du fils de Philaretos, en 1084 aux mains de Süleyman Ier, sultan de Roum ; en 1086 débute une offensive turque, qui s'emparent d'Édesse en 1087.
Plusieurs de ses lieutenants parviennent toutefois à se maintenir, comme Gabriel, Thoros et Basile le Voleur ; les Roupénides se retranchent quant à eux dans les montagnes ciliciennes et constituent un embryon du futur royaume arménien de Cilicie, que sa principauté a préfiguré.
Les Historiens s'opposent sur la date de sa mort, son nom ayant disparu des sources en 1086 : Gérard Dédéyan fixe la date de sa mort en 1090, et Jean-Claude Cheynet en 1092,.

## Une personnalité controversée
Les relations de Philarète avec Byzance, sa fidélité à Romain IV et les problèmes rencontrés sous Michel VII en font une personnalité controversée, entre le général loyal et le rebelle. Ses croyances chalcédoniennes causent également son rejet chez certains Arméniens, comme Mathieu d'Édesse qui le traite notamment de « premier-né de Satan ».